# Dschinghis Khan (альбом)
Dschinghis Khan — дебютный альбом группы Dschinghis Khan, выпущенный в 1979 году.

## Об альбоме
Диск имел большой успех не только в Германии, но и во многих странах Восточной Европы, включая Советский Союз.
С песней «Dschinghis Khan» группа представляла ФРГ на Евровидении-1979 и заняла 4-е место.

## Список композиций

### Сторона «А»
| №  | Название                         | Длительность |
| -- | -------------------------------- | ------------ |
| 1. | «Moskau»                         | 5:58         |
| 2. | «Komm Doch Heim»                 | 4:16         |
| 3. | «Samurai»                        | 4:41         |
| 4. | «Rocking Son Of Dschinghis Khan» | 4:15         |
| 5. | «Pass Auf, Der Drache Kommt»     | 3:40         |

### Сторона «Б»
| №   | Название          | Длительность |
| --- | ----------------- | ------------ |
| 6.  | «Dschinghis Khan» | 3:00         |
| 7.  | «Israel, Israel»  | 5:38         |
| 8.  | «China Boy»       | 3:54         |
| 9.  | «Sahara»          | 3:00         |
| 10. | «Puszta»          | 3:15         |
| 11. | «Der Verräter»    | 5:35         |

## Чарты

### Синглы
| Год  | Сингл           | Чарт                   | ЛП |
| ---- | --------------- | ---------------------- | -- |
| 1979 | Moskau          | Австрийский сингл-чарт | 16 |
| 1979 | Moskau          | Швейцарский сингл-чарт | 11 |
| 1979 | Dschinghis Khan | Австрийский сингл-чарт | 8  |
| 1979 | Dschinghis Khan | Германский сингл-чарт  | 1  |
| 1979 | Dschinghis Khan | Норвежский сингл-чарт  | 3  |
| 1979 | Dschinghis Khan | Швейцарский сингл-чарт | 3  |